# Catocala optima
Catocala optima (tên tiếng Anh: Turanga Underwing) là một loài bướm đêm thuộc họ Erebidae. Nó được tìm thấy ở Tân Cương, Trung Quốc.
Sải cánh dài 44–46 mm.